# Georgioúpoli
Georgioúpoli (en grec démotique : Γεωργιούπολη), anciennement Georgioúpolis (en katharévousa : Γεωργιούπολις), est un village de Grèce, situé en Crète, dans le nome de la Canée. Ce village se trouve sur la côte septentrionale de la Crète, au fond de la baie de l'Almiros, à 43 km à l'est de La Canée et à 22 km à l'ouest de Réthymnon dans la municipalité d'Apokóronas.

## Toponymie
Cette ville doit son nom au prince Georges de Grèce, haut-commissaire de Crète pendant la brève période d'autonomie de l'île au début du XXe siècle.

## Histoire
À l'origine un village de pêcheurs, Georgioúpoli est désormais une station balnéaire tournée vers le tourisme.
Georgioúpoli serait l'ancienne cité d'Amphimalla, port de la cité antique de Lappa.

## Photos

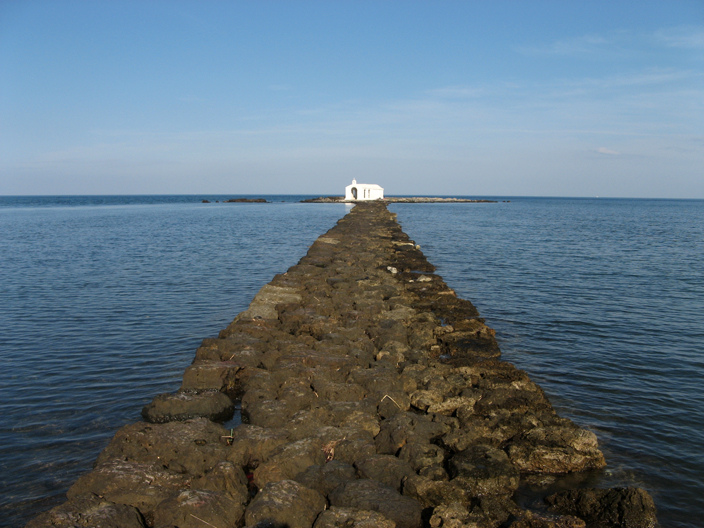
Chapelle de Saint-Nicolas.
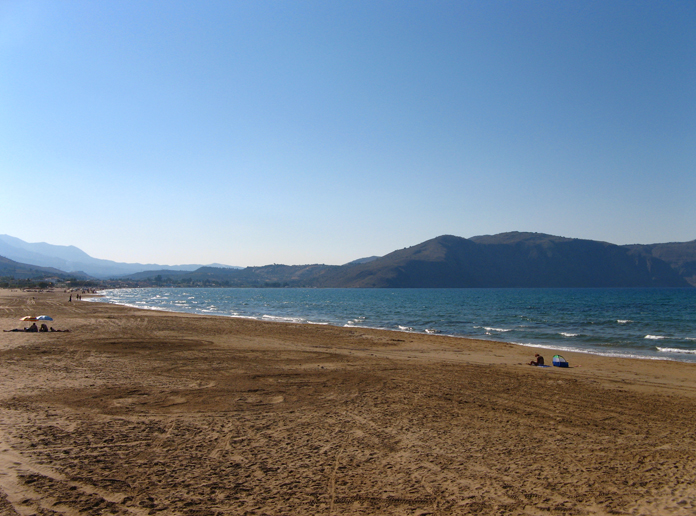
Plage de Georgioúpoli.
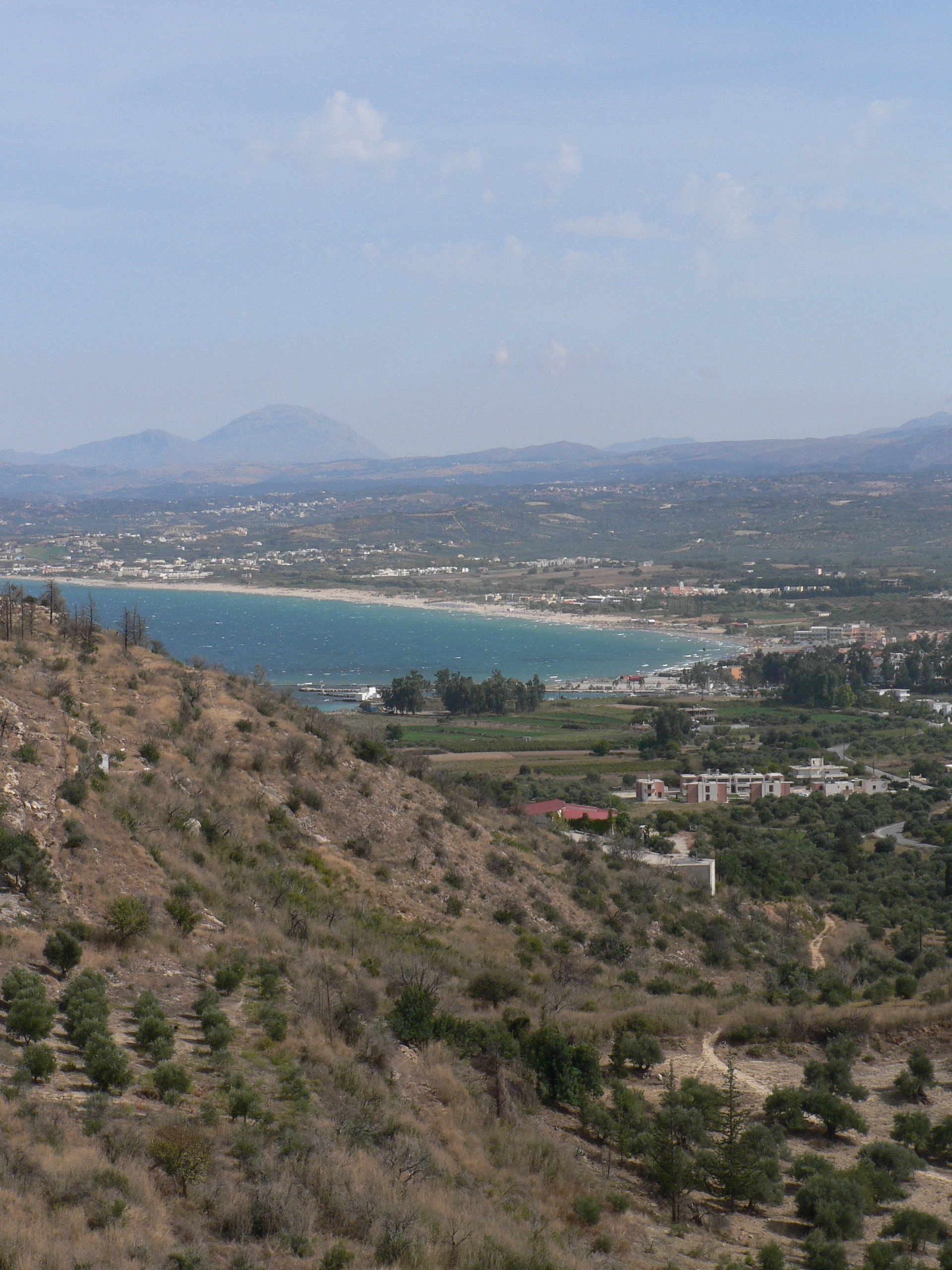
Vue de Georgioúpoli depuis la route vers Exopoli.